# Торські степи: життя, смерть... воскресіння? (фільм)
«Торські степи: життя, смерть… воскресіння?» — науково-популярний документальний фільм, спільний проект телекомпанії «Орбіта» та еколога Олексія Бурковського (Всеукраїнська екологічна ліга). Режисер та головний сценарист фільму виступає також і в ролі ведучого, що з'являється в кадрі особисто.
Фільм показує до якого стану довела природу степової зони звичайна господарська діяльність людини. «Торські степи» — фільм про глобальні екологічні проблеми та шляхи їх вирішення. Через призму останніх залишків Торських степів а Донеччині, автори фільму показують глобальні проблеми зміни клімату, продовольства, втрати біорізноманіття.
Фільм рясно використовує цитати відомих мислителів, аналітиків, філософів (Микола Шарлемань, Джозеф Вуд Крутч, Альберт Сент-Дьйорді, Конрад Лоренц, Клаус Міхаель Маєр-Абіх, Жан Дорст, Джеррі Мандер, Пітер Блейк, Вільям Каттон та інші).

## Фільм онлайн
У січні 2019 року фільм був опублікований на блозі автора у мережі Фейсбук і доступний за посиланням.

## Відгуки про фільм
```
"Дійсно, заповідання якомога більшої кількості територій в Степовій зоні сприятиме екологічному оздоровленню цієї зони, як ебуде впливаи на життя людей".
```

Леонід Руденко— український географ, академік НАН України (2009), директор Інституту географії НАНУ (1991).
```
"По-перше, хай хтось спробує знайти документальний фільм,який розказує про те, що головна екологічна проблема - це сільське господаство (...). По-друге, важливо, що цей фільм знятий на Донеччині, зовсім недалеко від лінії фронту і це теж своєрідний подвиг. І по-третє, цей фільм  на прикладі зовсім маленьких клаптиків степу показує, на скільки від маленької діляночки природи залежить клімат на всій планеті".
```

Олексій Василюк, Інститут зоології НАН України

## Кадри з фільму

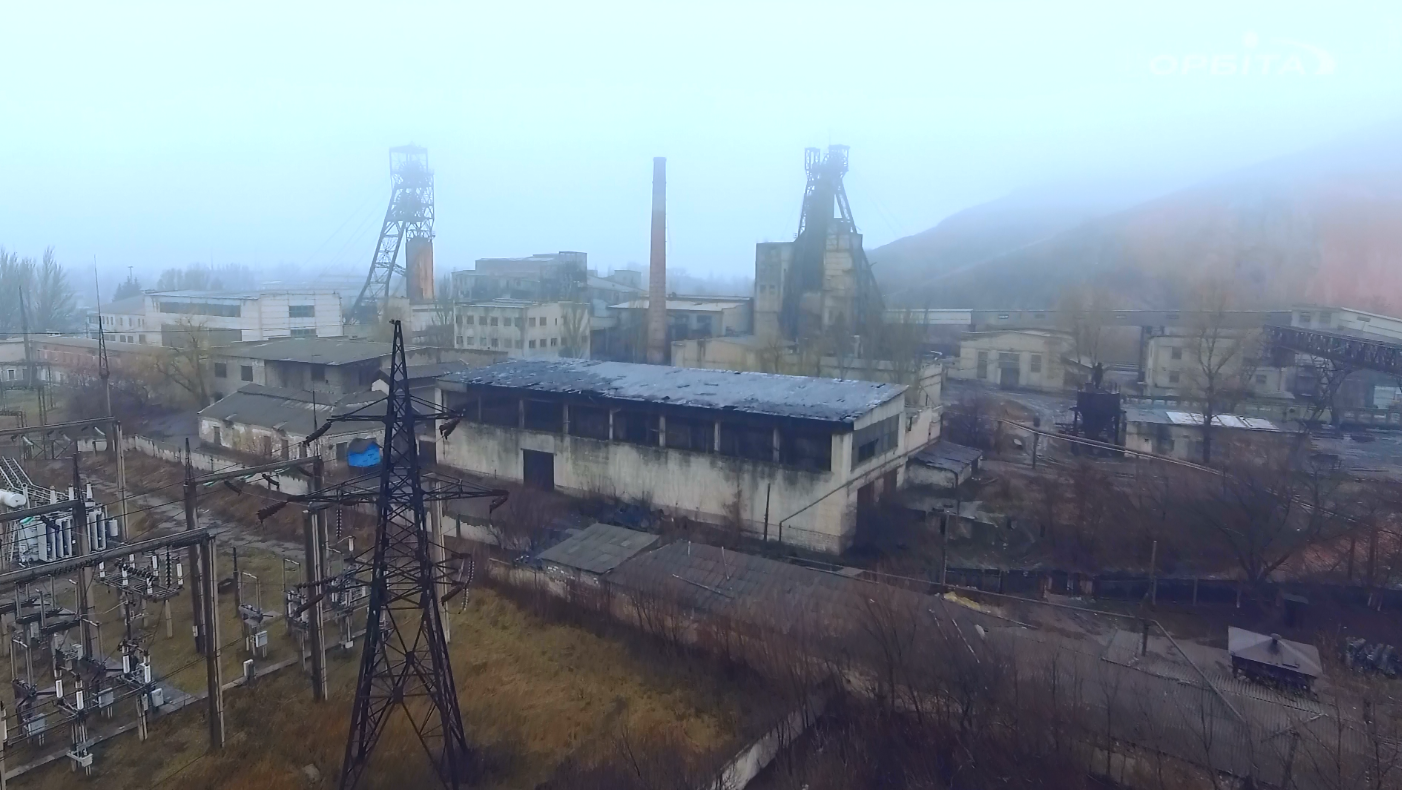
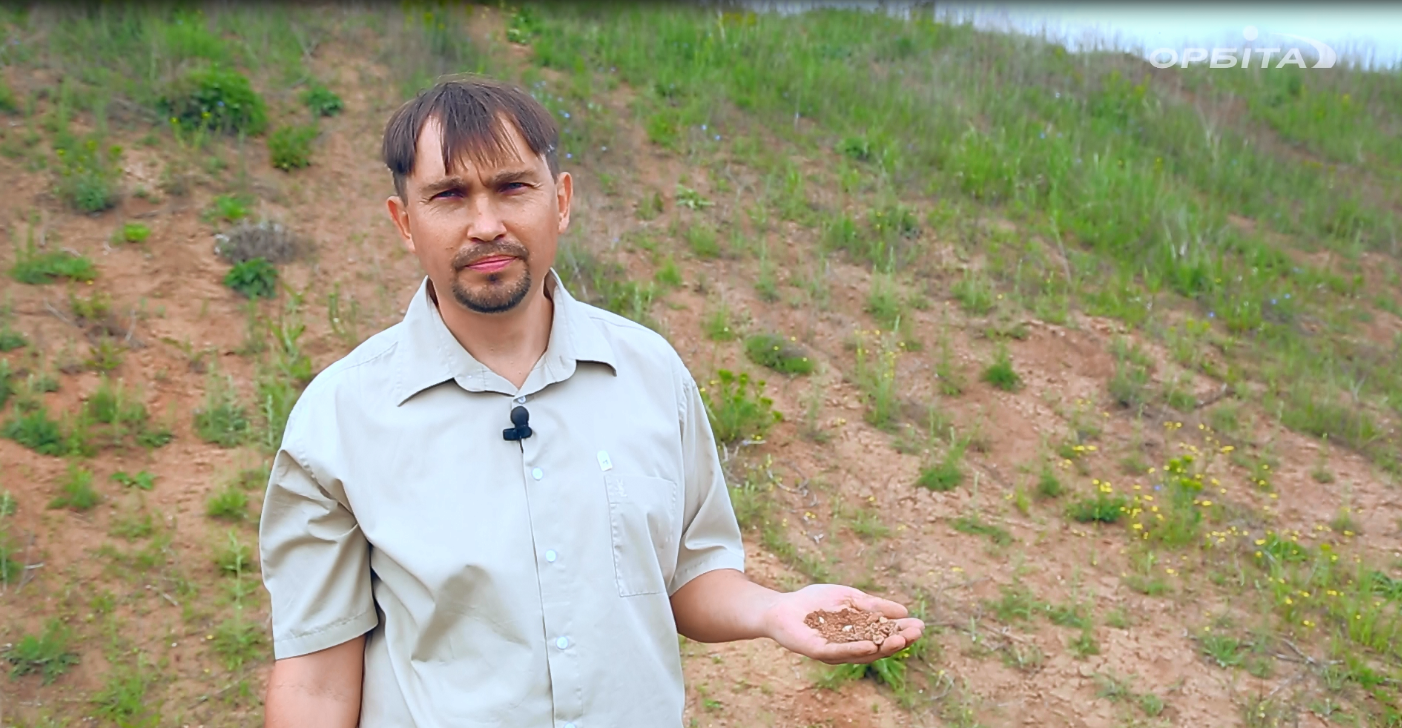
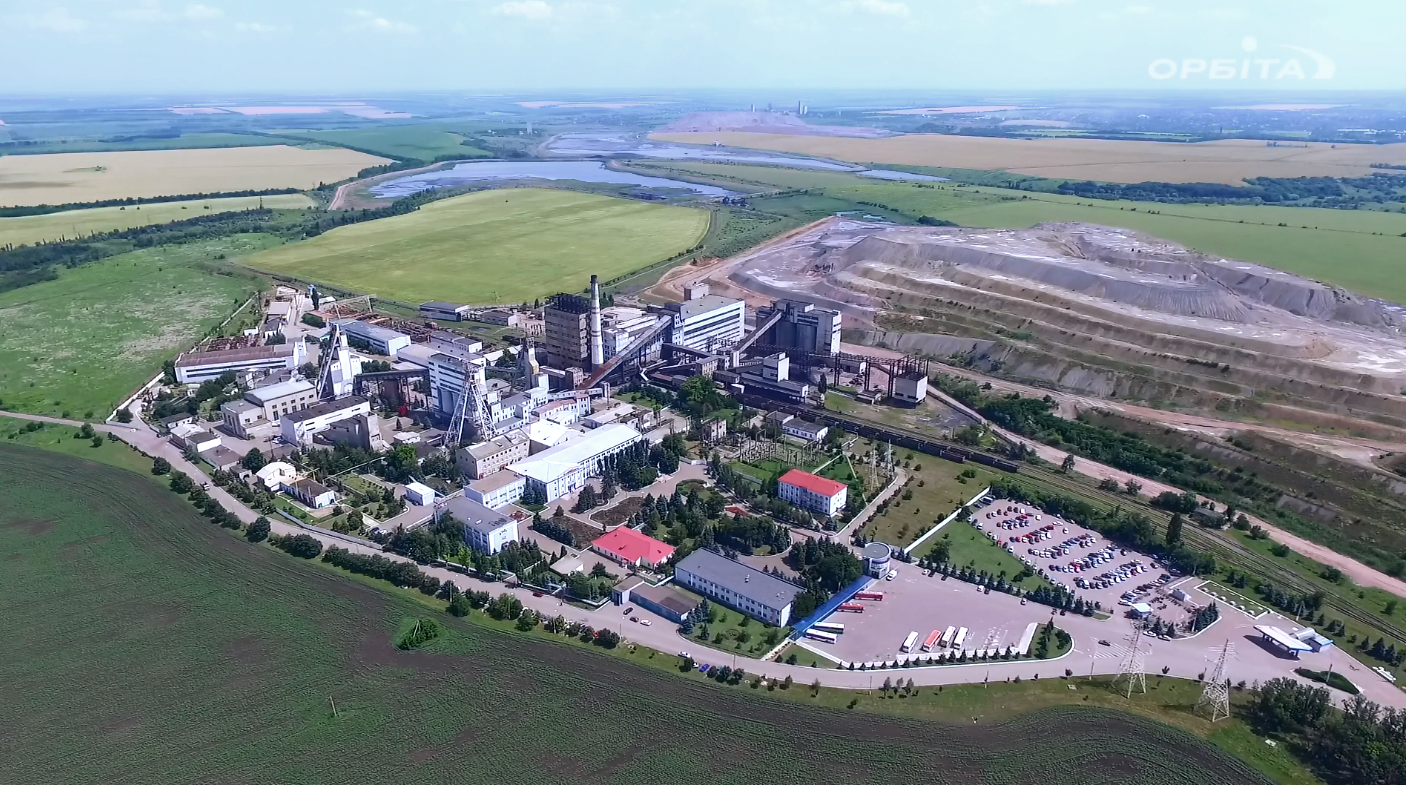
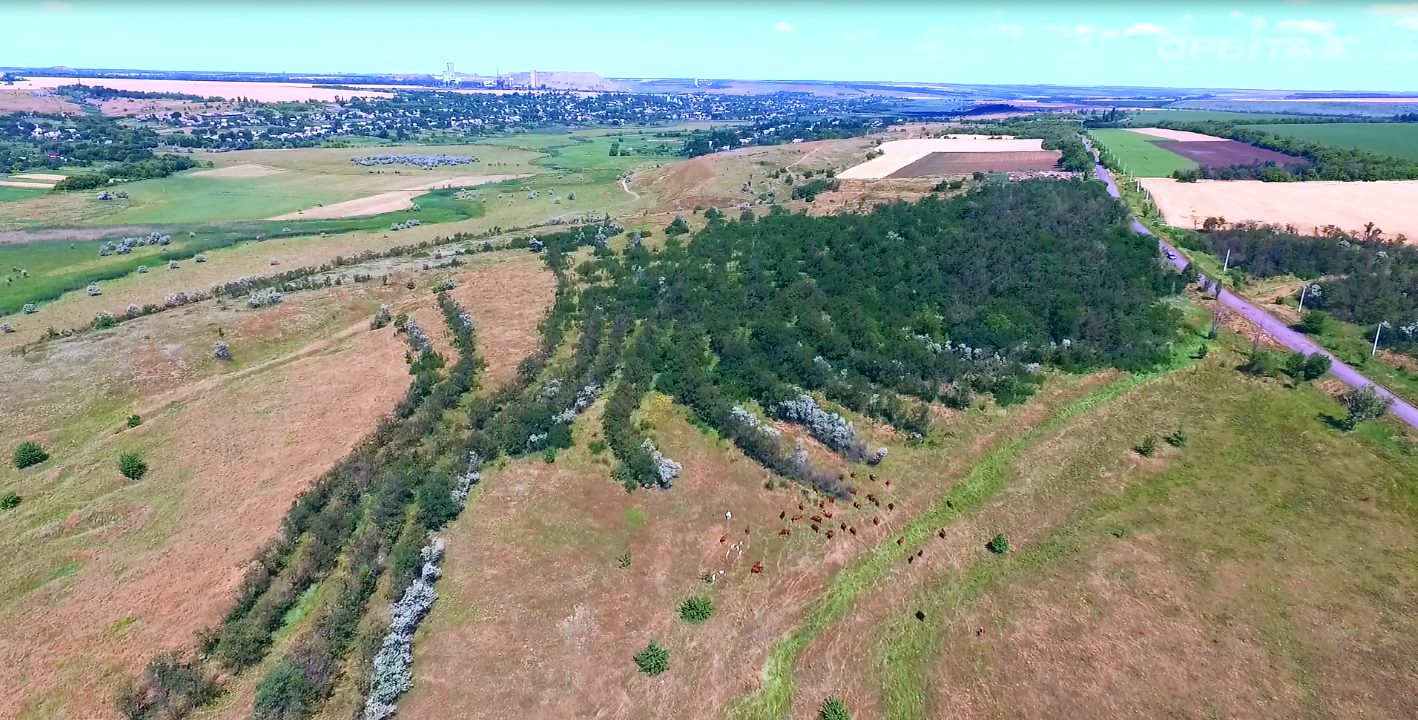
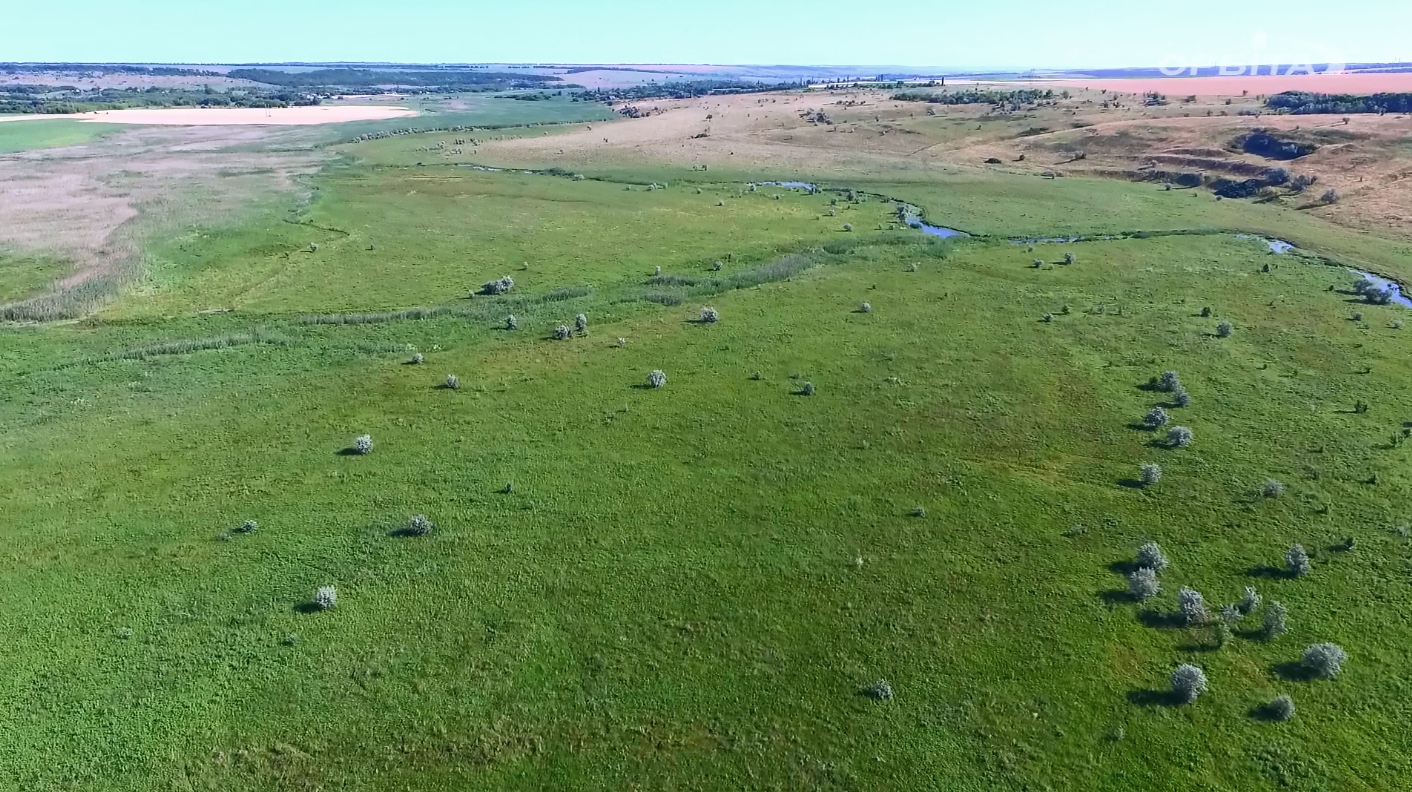
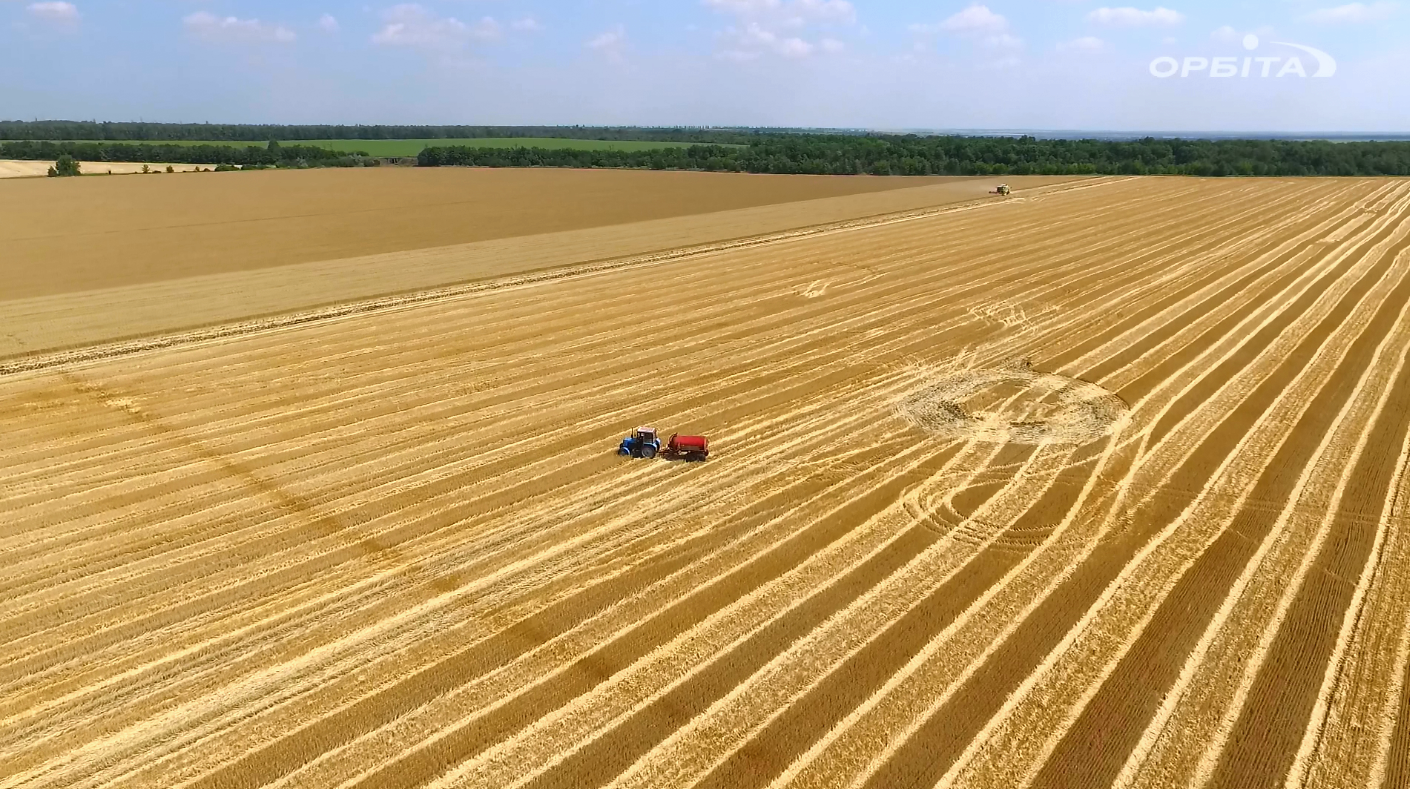
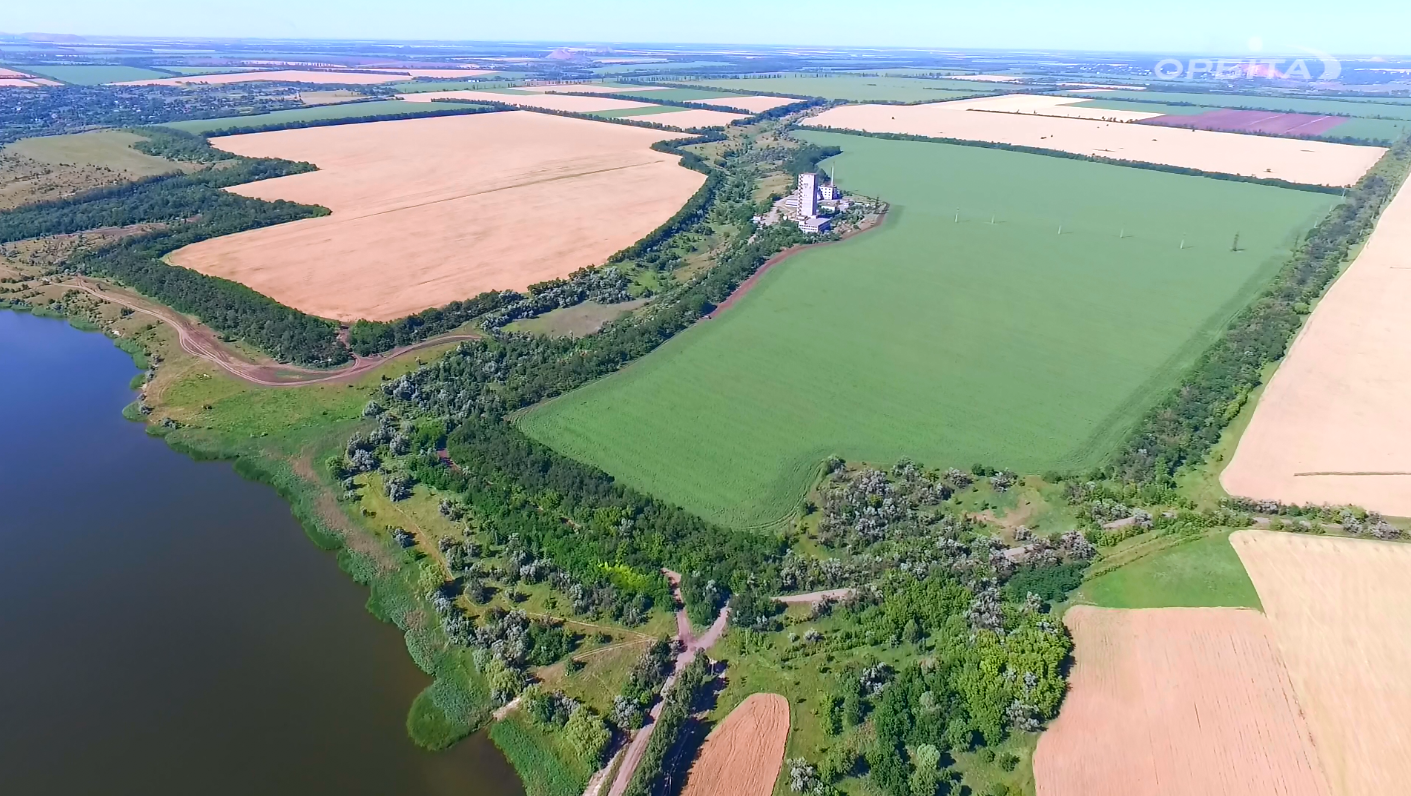
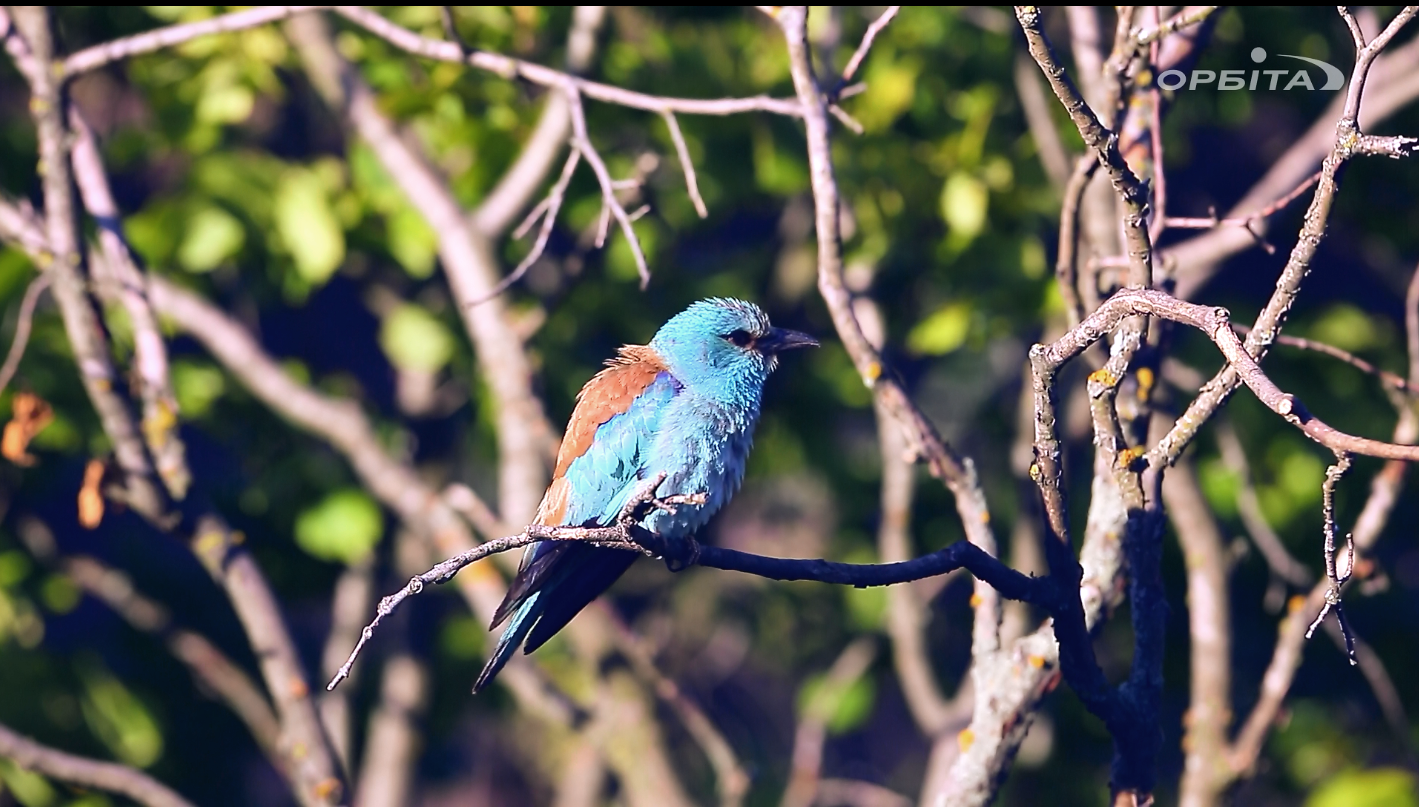
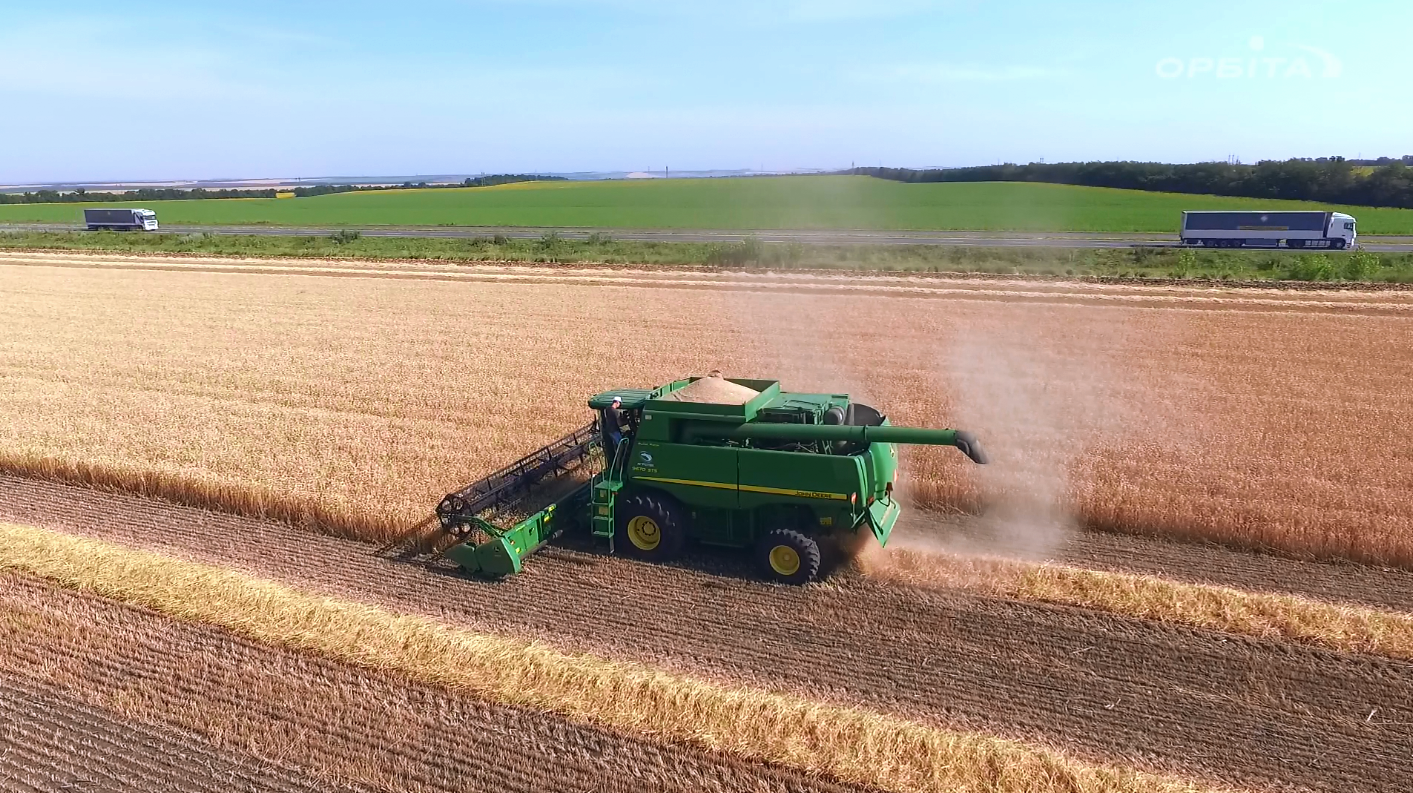
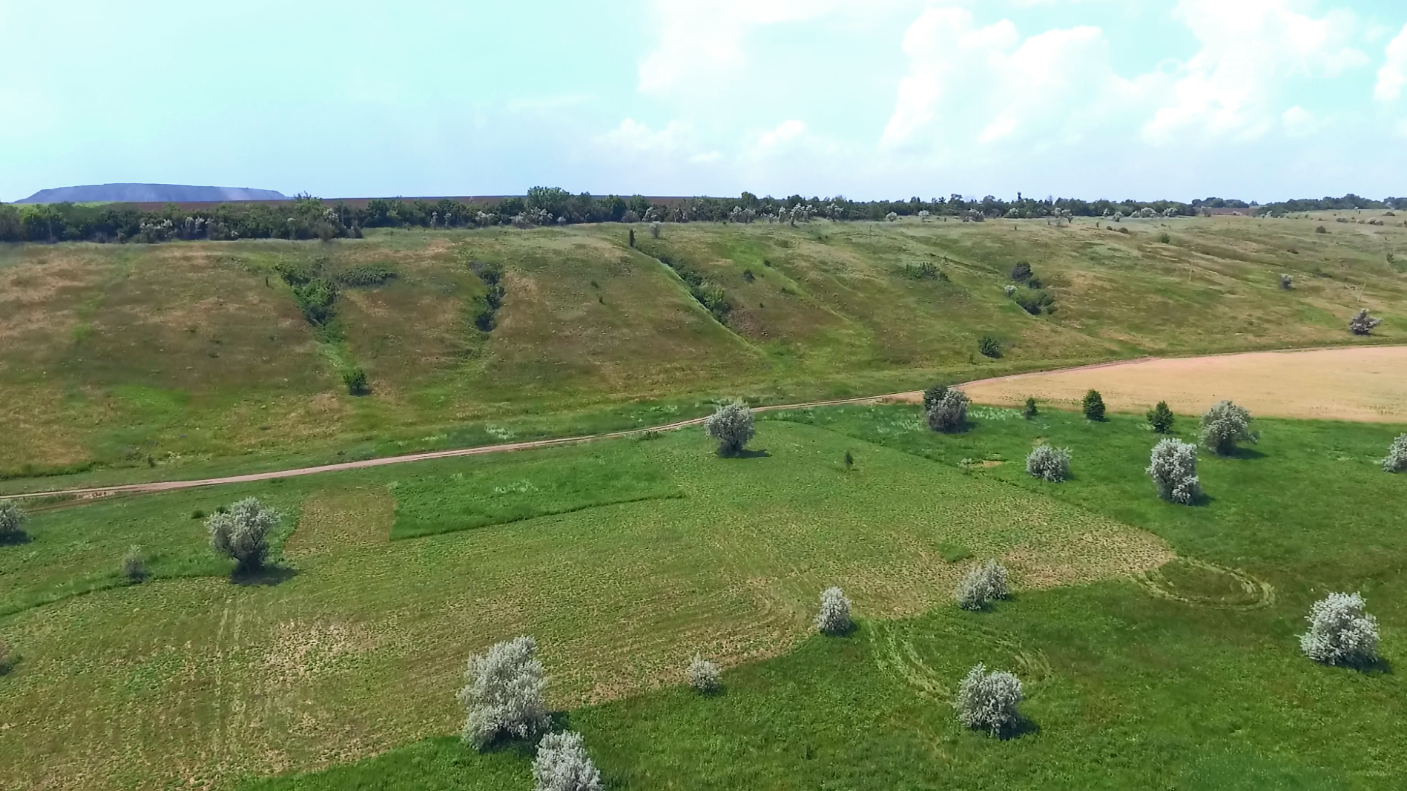

## Презентація
Презентація фільму відбулась в березні 2018 року у Києві в конференц-залі НАН України.
Також 14.03.2018 року обговорення фільму відбулось в прямому ефірі Радіо Свобода (програма «Донбас Реалії»).

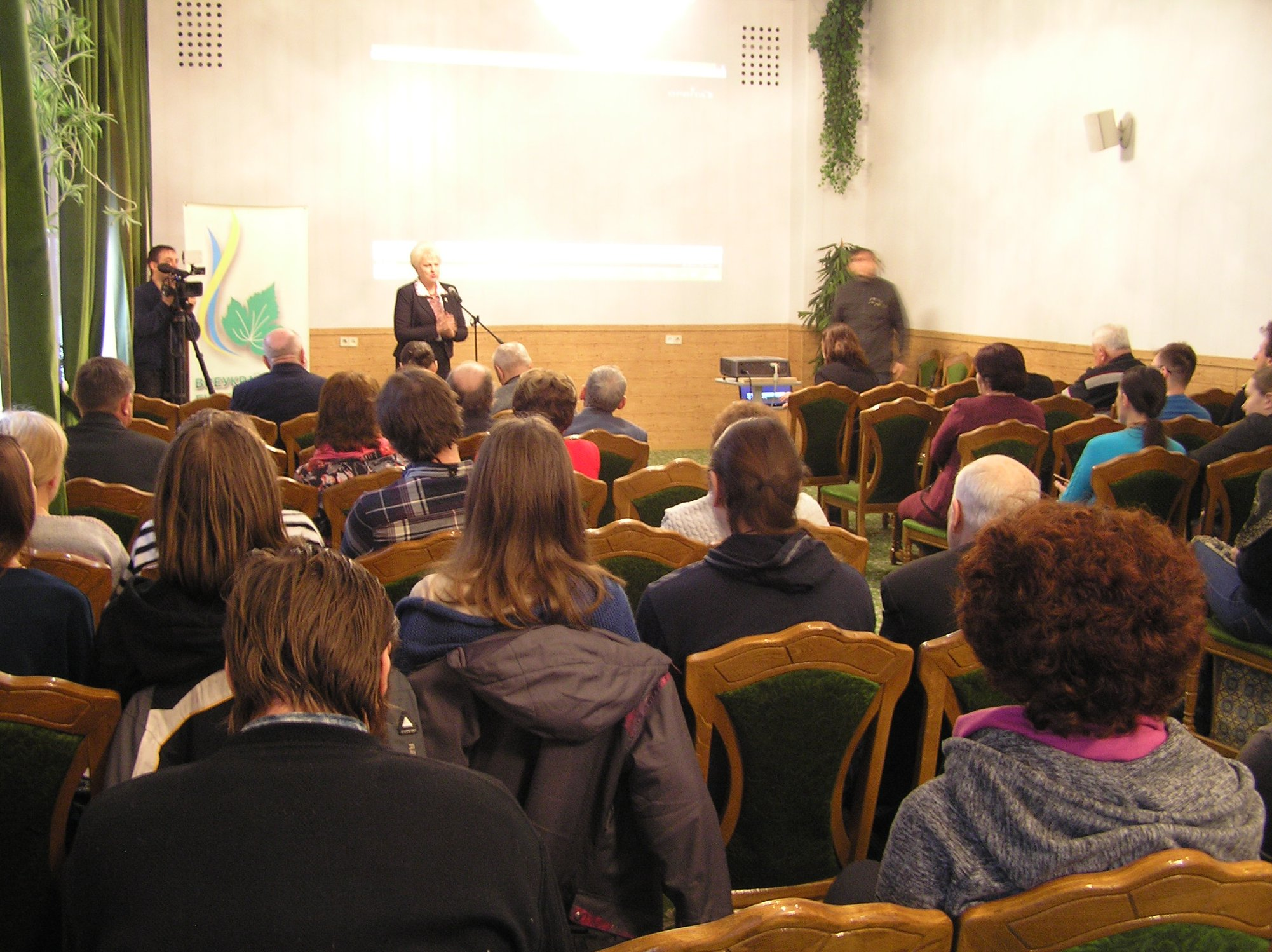
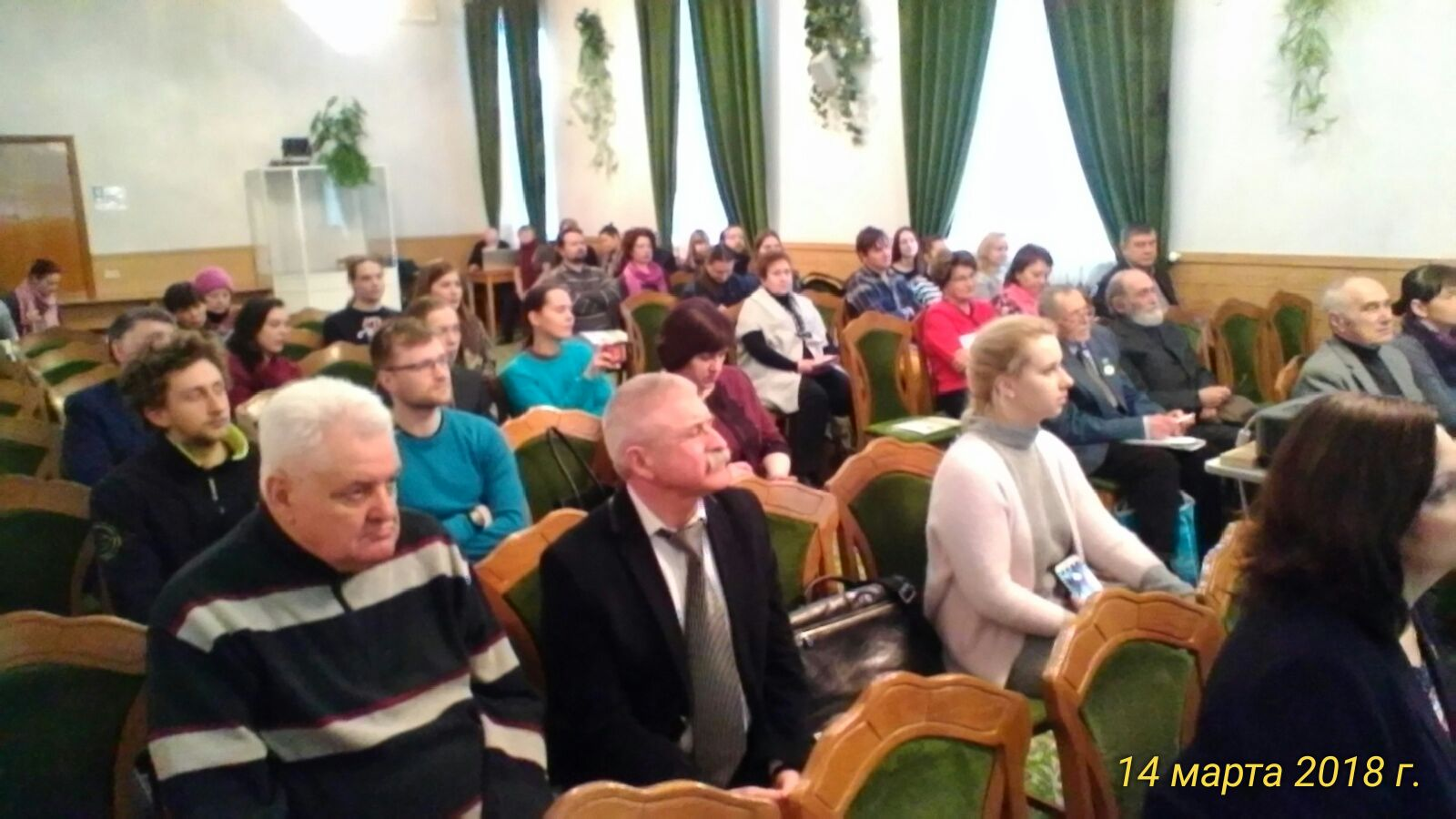